# Jacques-René Hébert
Jacques-René Hébert (* 15. November 1757 in Alençon; † 24. März 1794 in Paris) war ein französischer Publizist und Kirchengegner. Als Führer der Ultrarevolutionären war er eine der wesentlichen Figuren der Französischen Revolution. Er war von 1790 bis 1794 Herausgeber der volkstümlichen revolutionären Zeitschrift Le père Duchesne.

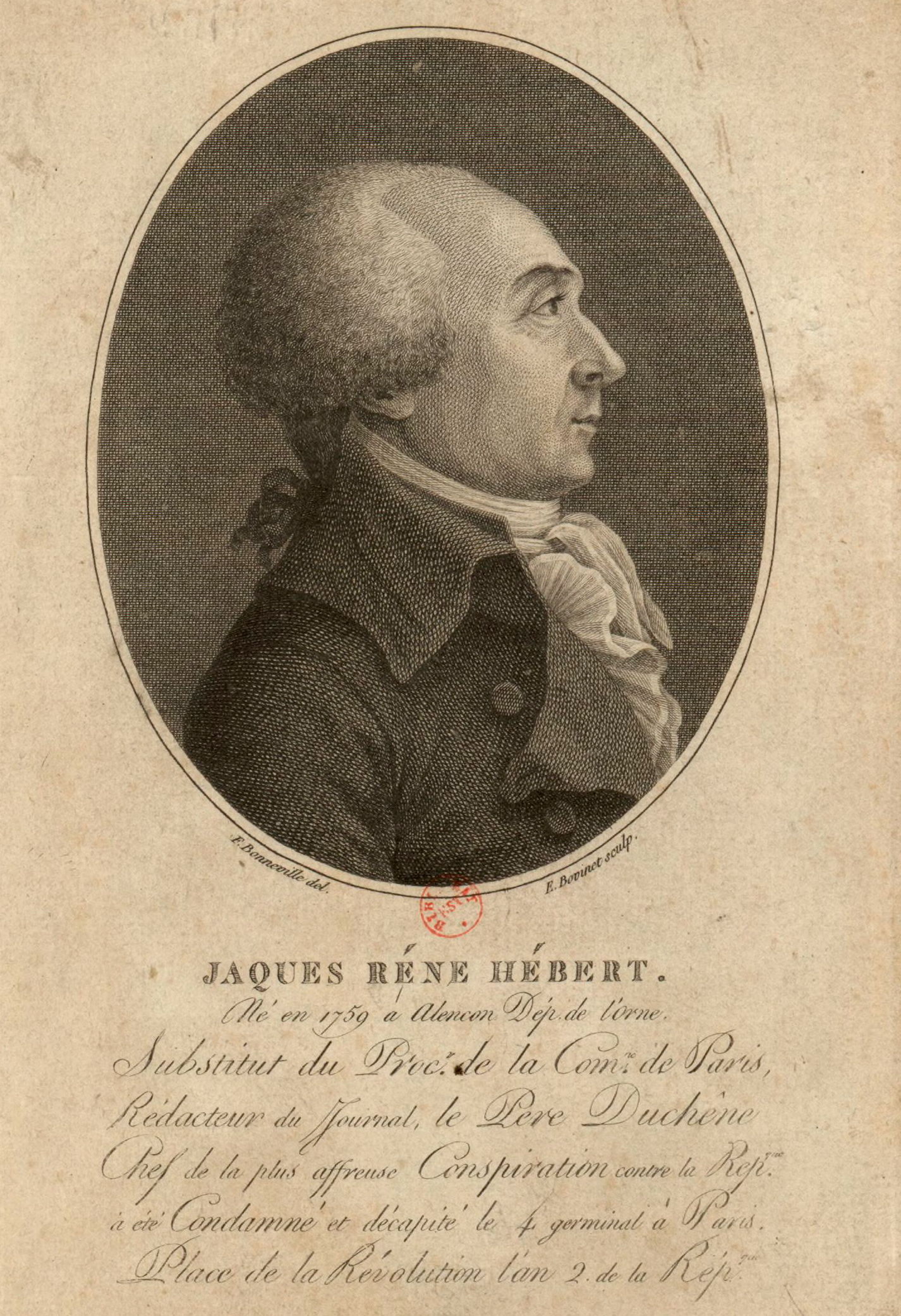
Jacques-René Hébert, Grafik von François Bonneville.
Héberts Unterschrift:

## Jugend
Hébert wurde in einer Goldschmiedefamilie geboren und wuchs in einer behüteten Kindheit in relativem Wohlstand auf. Er studierte Jura und praktizierte als Anwalt, wurde aber durch einen verlorenen Prozess ruiniert. Hébert flüchtete nach Paris, wo er sich mit verschiedenen Arbeiten durchschlug. Von 1786 bis 1788 arbeitete er als Kassierer eines Varieté-Theaters.

## Publizistische Arbeit
Als Verfasser der Zeitschrift Le père Duchesne, die seit November 1790 in insgesamt 385 Nummern erschien und in der Hébert unter ebendiesem Namen schrieb, griff Hébert aktiv in das revolutionäre Geschehen ein und übertraf schließlich sogar Jean Paul Marat an publizistischer Wirksamkeit. Die Zeitschrift war nach einer populären Figur des damaligen Volkstheaters benannt, hatte die für die damalige Zeit enorme Auflage von bis zu 600.000 Exemplaren und wurde auch kostenlos in der Armee verteilt. Als Agitator wandte sich Hébert vor allem an die Sansculottes, kleine Handwerker und Gewerbetreibende in den Pariser Vororten, die 1792/94 die treibende Kraft der Revolution darstellten. In seiner Zeitschrift versuchte er, die einfache und grobe Sprache bestimmter Handwerker nachzuahmen.
Hébert forderte im „Pere Duchesne“, so Ernst Schulin, zu konsequentem Vorgehen gegen alle Personen auf, die er als Feinde der Revolution ansah: Adlige, Kleriker, aber auch alle gemäßigten Revolutionäre wie die Girondisten, die Héberts sozialrevolutionäre Ansichten nicht teilten.
Die wichtigsten Programmpunkte von Héberts Zeitschrift lauteten: Sturz der Monarchie und Einführung der direkten Demokratie nach dem Vorbild Rousseaus, Kampf gegen die angreifenden ausländischen Monarchien und Errichtung der Weltrepublik, vor allem aber – und hierin liegt Héberts Sonderstellung unter sämtlichen Revolutionären begründet – radikales Vorgehen gegen die Kirche, die Hébert als organisatorisches und ideologisches Rückgrat der sowohl internen als auch externen Konterrevolution ansah.
Die antiklerikale Stoßrichtung der Zeitschrift erhellte sich bereits aus dem Titel der ersten Nummer („Runter mit den Glocken!“); drei Jahre später, auf dem Höhepunkt seines Wirkens im Herbst 1793, zählte Hébert zu den maßgeblichen Initiatoren der Entchristianisierung, die sich zum Ziel setzte, das Christentum durch einen „Kult der Vernunft“ zu ersetzen. Die Religionskritik der Aufklärung findet in Hébert ihre konsequente Fortführung und Ausprägung.

## Revolution und Tod
Neben seiner schriftstellerischen Tätigkeit war Hébert in den revolutionären Volksgesellschaften, so z. B. im Club des Cordeliers, aktiv. Nach dem Sturm auf die Tuilerien und der Verhaftung des Königs leitete Hébert zusammen mit Pierre-Gaspard Chaumette und den um sie konzentrierten antiklerikal-sozialrevolutionären Hébertisten die „aufständische Kommune“ von Paris, die als Gemeindeorgan die Tätigkeiten der 48 Stadtsektionen bündelte und das französische Nationalparlament zeitweilig an Bedeutung übertraf.
Hébert und seine Anhänger konnten Ende 1793 ihren Einfluss in der Religionsfrage vergrößern. Am 8. Dezember 1793 wurde ein Dekret erlassen, nach dem die Bürger das Recht hatten, den Kult ihrer Wahl auszuüben und diejenigen religiösen Einrichtungen aufzuheben, die ihnen missfielen. Hébert und seine Anhänger legten das so aus, dass die christliche Kirche nunmehr ganz abzuschaffen sei, doch hier stellte sich ihnen Robespierre entgegen. Dieser stand nicht im Dienste der katholischen Kirche, die er ablehnte, aber als Deist vertrat er das Recht auf freie Religionsausübung, solange die Geistlichen ihr Amt nicht missbrauchten, um Politik zu betreiben. Robespierre und seine Gruppe lehnten Hébert und dessen Gruppe schon länger ab. Neben der unterschiedlichen Auffassung zur Religion lag dies in gegensätzlichen politischen Überzeugungen. Auch waren sie gegen die sozialrevolutionären Vorstellungen der Sansculotten; deshalb starteten sie eine Verleumdungskampagne und warfen Hébert vor, die von den Sansculotten formulierten sozialrevolutionären Thesen selbst nicht zu vertreten und im Luxus zu leben.
Hébert und seinen Anhängern wurde im März 1794 ein Schauprozess gemacht: angeblich hätten sie an einer vom Ausland gesteuerten Verschwörung gegen die Revolution teilgenommen. Hébert und seine wichtigsten Anhänger (sogenannte Hébertisten) wurden am 24. März 1794 auf der Place de Grève in Paris guillotiniert. Seine Witwe Marie Marguerite Françoise Hébert wurde nur 20 Tage später gemeinsam mit Lucile Desmoulins, der Witwe seines Gegners Camille Desmoulins, hingerichtet.

## Deutschsprachige Literatur (in chronologischer Reihenfolge)
- Hermann Wagener (Hrsg.): Neues Conversations-Lexikon – Staats- und Gesellschaftslexikon, 9. Band. F. Heinicke, Berlin 1862, S. 210–211 (Digitalisat).
- Paul Lafargue: Die französische Sprache vor und nach der Revolution, die Anfänge der Romantik, übersetzt von Karl Kautsky (= Die neue Zeit, Ergänzungsheft 15), Dietz, Stuttgart 1912, DNB 364966424; Nachdruck als Sammlung Junius, Band 1), Junnius, Hamburg 1988, ISBN 3-88506-401-4.
- Peter Kircheisen: Jacques-René Hébert, in: Heinz Tillmann u. a. (Hrsg.): Biographien zur Weltgeschichte, Lexikon, VEB Deutscher Verlag der Wissenschaften, Berlin 1989, ISBN 3-326-00218-1; Bundesdeutsche Lizenzausgabe: Pahl-Rugenstein, Köln 1989, ISBN 3-7609-1185-4, S. 229f.
- Jacques-René Hébert: Den Papst an die Laterne, die Pfaffen in die Klapse! Schriften zu Kirche und Religion 1790–1794; Übersetzt und erläutert von Peter Priskil; Ahriman, Freiburg im Breisgau 2003, ISBN 978-3-89484-600-8.
- Ernst Schulin: Die Französische Revolution. 5. Auflage, Beck, München 2004, ISBN 978-3-406-65877-8.
- Niklas Weber: Héberts Tod. Die Authentizität des jämmerlichen Sterbens und das Spektakel der Guillotine. In: Die junge Mommsen, Band 1 (2019), S. 104–213 (Digitalisat).

## Französischsprachige Literatur (in chronologischer Reihenfolge)
- Gérard Walter: Hébert et Le Père Duchesne; Paris 1946
- Louis Jacob: Hébert. Le Père Duchesne, Chef des sans-culottes; Paris 1960

## Englischsprachige Literatur
- Morris Slavin: The Hébertistes to the guillotine. Anatomy of a "conspiracy" in revolutionary france. Louisiana State University Press, Baton Rouge 1994, ISBN 9780807118382.